# Branovo
Branovo este o comună slovacă, aflată în districtul Nové Zámky din regiunea Nitra. Localitatea se află la altitudinea de 128 m deasupra n.m., se întinde pe o suprafață de 9,32 km2 și în 2017 număra 586 de locuitori.

## Istoric
Localitatea Branovo este atestată documentar din 1410.

## Demografie
| An:                | 1994 | 2004   | 2014   | 2024   |
| ------------------ | ---- | ------ | ------ | ------ |
| Număr de persoane: | 554  | 570    | 600    | 577    |
| Diferență:         |      | +2,88% | +5,26% | −3,83% |

| An:                | 2023 | 2024   |
| ------------------ | ---- | ------ |
| Număr de persoane: | 580  | 577    |
| Diferență:         |      | −0,51% |